# Hotel Negresco
Negresco is een hotel in de Franse stad Nice, lid van de Leading Hotels of the World. Het is een van de weinige hotels van deze allure in handen en onder leiding van een particuliere eigenares. Negresco is een Frans 'Nationaal Historisch Monument'. Het hotel is vernoemd naar de stichter van het hotel, de Roemeen Henri Negrescu.
Het hotel is in 1912 gebouwd door de Nederlandse architect Eduard Niermans als een goed voorbeeld van de belle-époque-bouwstijl. Het dak is zuurstokroze. Het gebouw staat aan de Promenade des Anglais met uitzicht over de Baie des Anges, de "engelenbaai", van Nice.
Het hotel telt 145 kamers en 24 suites, welke alle individueel zijn gedecoreerd. Ze dragen namen als Suite Louis XVI, Pompadour, en Traviata. De portiers lopen nog in traditionele livrei met rood-blauwe kleuren met epauletten en een driekwartbroek met in de winter een cape en daaronder laarzen.
Het grand café kenmerkt zich door een Engelse bibliotheeksfeer met lambriseringen en antieke schilderijen. Het restaurant Chantecler is onderscheiden met een Michelinster; de bistro La Rotonde is voorzien van een "Carrousel Pompadour" met antieke houten paarden en muziekautomaten.
Het hotel ligt op ongeveer vier kilometer van het internationaal vliegveld van Nice en op loopafstand van het centrum van Nice. Het heeft een eigen kiezelstrand.
Toen de Eerste Wereldoorlog uitbrak, moest Henri het hotel, twee jaar na de opening, afstaan als hospitaal voor gewonde Duitsers. Na de oorlog nam het aantal gasten af, omdat Henri geen geld had om het hotel te restaureren. Onder druk van de schuldeisers verkocht Henri Negrescu het hotel aan een Belgisch bedrijf.
Het gebouw wordt opgeluisterd met een verzameling van antieke en comtemporaine kunstwerken. Het meest in het oog springende kunstwerk is het beeld van Miles Davis in de tuin aan de boulevardkant van de hand van de Franse beeldhouwster Niki de Saint Phalle.